# Langrickenbach
Langrickenbach – miejscowość i gmina (Politische Gemeinde) w północno-wschodniej Szwajcarii, w kantonie Turgowia, w okręgu (Bezirk) Kreuzlingen. 

## Demografia
W Langrickenbachu mieszka 1 381 osób. W 2021 roku 17,5% populacji gminy stanowiły osoby urodzone poza Szwajcarią. 

## Transport
Przez teren gminy przebiega droga główna nr 471.